# Centro de Conscientização sobre Design Inteligente e Evolução
O Centro de Conscientização sobre Design Inteligente e Evolução (IDEA Center) é uma organização sem fins lucrativos que tenta promover o "princípio científico" do design inteligente.
O centro foi formado em 2001; ele surgiu de um clube estudantil cristão que foi formado na Universidade da Califórnia, San Diego, em maio de 1999 por Steve Renner, Eddie Colanter e Casey Luskin após a palestra do “pai” do movimento do design inteligente, Phillip E. Johnson, na UCSD. Em 2008, parecia estar moribundo.